# Tyweponisia woodwardi
Tyweponisia woodwardi är en insektsart som först beskrevs av Tsaur, Yang och Wilson 1986.  Tyweponisia woodwardi ingår i släktet Tyweponisia och familjen Meenoplidae. Inga underarter finns listade i Catalogue of Life.